# کتی اسمالوود-کوک
کتی اسمالوود-کوک (انگلیسی: Kathy Smallwood-Cook؛ زادهٔ ۳ مهٔ ۱۹۶۰) ورزشکار دو و میدانی اهل بریتانیا است.